# Kim Minh (người mẫu)
Đỗ Kim Minh (sinh năm 1983) là một người mẫu nổi tiếng người Việt Nam, danh hiệu Hoa khôi Thời trang 2004.
Người mẫu Võ Hoàng Yến từng cho biết hình mẫu mà cô "yêu thích nhất từ hồi mới vào nghề đến nay là Kim Minh, theo người đẹp nhận xét, Kim Minh sở hữu vóc dáng chuẩn, gương mặt góc cạnh và thu hút người đối diện".

## Show diễn tiêu biểu
| Năm  | Vị trí  | Bộ sưu tập           | Khuôn khổ                | Nhà thiết kế             | Ref   |
| ---- | ------- | -------------------- | ------------------------ | ------------------------ | ----- |
| 2010 | Model   | Long lanh giọt sương | Thời trang và Cuộc sống  | Demi Duy                 | [ 5 ] |
| 2012 | Vedette | Naf Naf Dress        | Thời trang và Đam mê     | Naf Naf Paris            | [ 6 ] |
| 2013 | Vedette | Ladies               | Thời trang và Nhân vật   | Thương hiệu Duy Boutique |       |
| 2017 | Vedette | Drama Queen          | Thời trang và Cuộc sống: | Trương Thanh Long        |       |